# Lebução
Lebução ist ein Ort und eine ehemalige Gemeinde (Freguesia) im portugiesischen Kreis Valpaços. Die Gemeinde hatte 567 Einwohner (Stand 30. Juni 2011).
Am 29. September 2013 wurden die Gemeinden Lebução, Nozelos und Fiães zur neuen Gemeinde Lebução, Fiães e Nozelos zusammengeschlossen. Lebução ist Sitz dieser neu gebildeten Gemeinde.